# 特使航空
特使航空（英語：Envoy Air）是一家總部設於沃斯堡、樞紐設於達拉斯-沃斯堡國際機場的美國航空公司，前称美鷹航空（英語：American Eagle Airlines）。特使航空是美國航空集團的全资子公司，现时也是以美鷹航空品牌營運的公司中的一家。每日操作1,300班航班，服務位於美國、 加拿大、墨西哥及加勒比海的170個城市。是全球最大的地區性航空系統。
2014年1月14日，美國航空與特使航空的母公司美國航空集團宣佈將於該年春季將美鷹航空之公司名稱改為「特使航空」，使「美鷹航空」成為單純的品牌名稱，供美國航空集團之子公司特使航空、山麓航空與PSA航空及其他過去以「美鷹航空」及「全美航空快運」名義營運的航線及公司使用。

## 機隊
截至2022年1月，特使航空機隊如下：

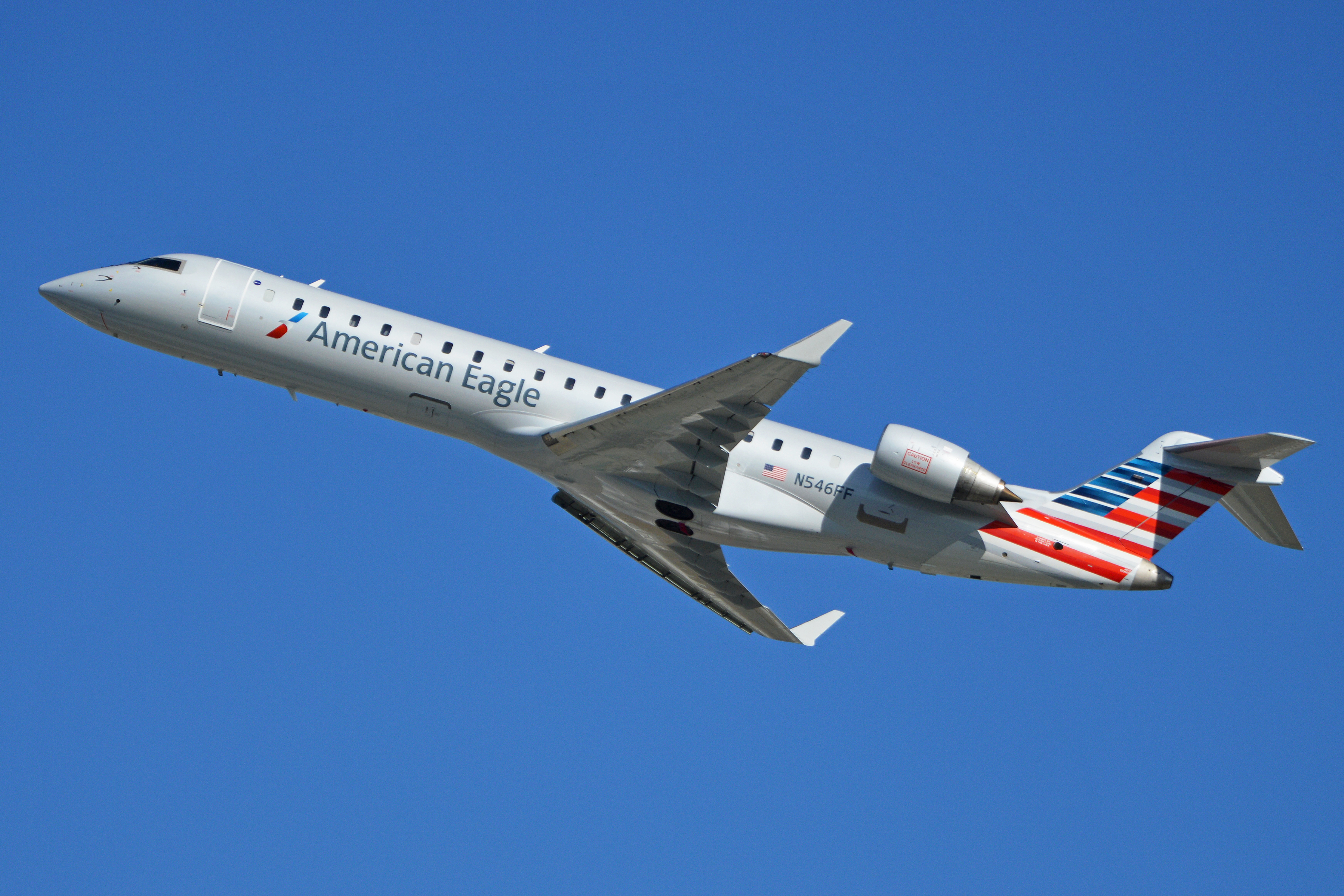
CRJ700

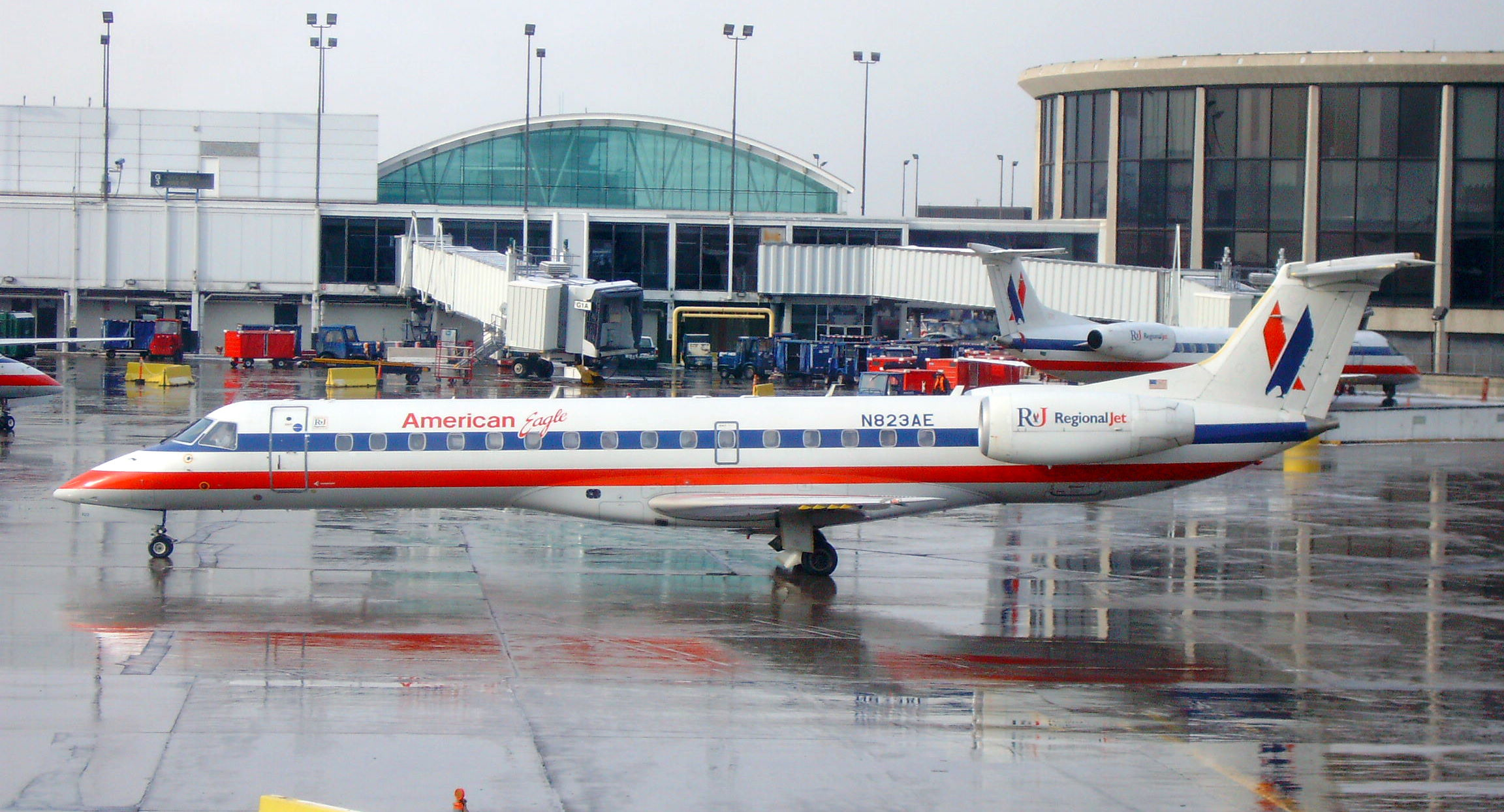
ERJ-140

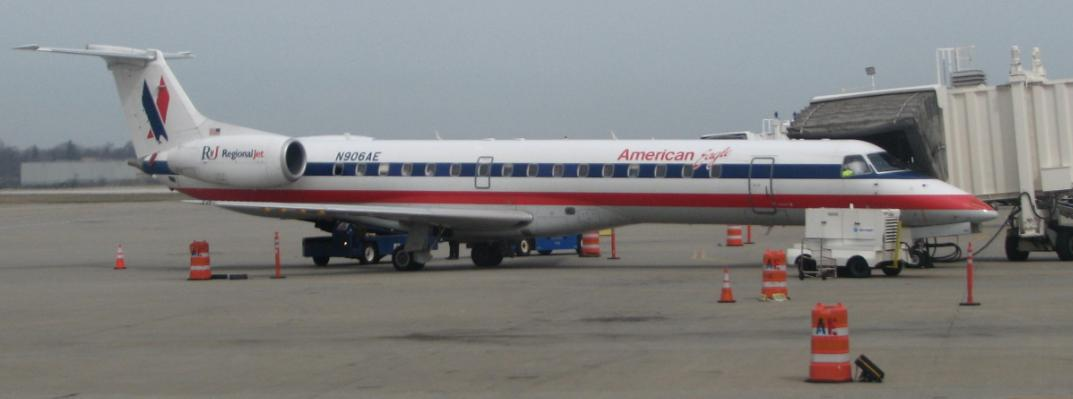
ERJ-145

截至2014年1月，特使航空機隊的平均機齡是10.7年。

### 已退役機型
- 薩博340
- ATR 72
- ERJ-135
- ERJ-140
- 龐巴迪CRJ700